# Tenisová sezóna Rogera Federera 2003
Tenisová sezóna Rogera Federera 2003 představovala pro švýcarského tenistu zisk premiérového grandslamového titulu, když ve finále Wimbledonu zdolal Australana Marka Philippoussise ve třech sadách 7–65, 6–2 a 7–63. Připsal si také jediné kariérní vítězství ve čtyřhře ze série Masters, když spolu s běloruským hráčem Maxem Mirným triumfovali na floridském Miami Masters. V této sérii se probojoval do jediného finále dvouhry – antukového Rome Masters, z něhož odešel poražen. Poslední trofej získal na Turnaji mistrů, když na něj v závěrečném utkání sezóny nestačil Američan Andre Agassi.
Na okruhu ATP Tour si ve dvouhře zahrál devětkrát o titul, z toho sedmkrát vítězně. Mezi vyhrané tituly patřily také události v Dubaji a ve Vídni, zařazené do kategorie ATP International Series Gold.

## Přehled sezóny

### Zimní sezóna na tvrdém povrchu
Sezónu zahájil jako světová šestka s cílem získat premiérový titul na Grand Slamu. Počáteční forma po odpočinku nebyla přesvědčivá, když prohrál s níže postavenými tenisty žebříčku. V katarském Dauhá skončil ve třetím kole s Američanem Janem-Michaelem Gambillem a jako obhájce titulu na International Sydney, nestačil v úvodním duelu na argentinského hráče Franca Squillariho.
Na melbournský Australian Open přijížděl jako nasazená šestka a jeho šance na výhru se zvýšily, když z jeho části pavouku vypadli silní rivalové Marat Safin a světová jednička Lleyton Hewitt. Do osmifinále postoupil bez ztráty setu. V něm sehrál pětisetový zápas s Argentincem Davidem Nalbandianem a poté, co nezvládl závěrečné dějství, vypadl poměrem 4–6, 6–3, 1–6, 6–1 a 3–6.
Následně si připsal dva tituly v řadě, pátý a šestý kariérní triumf ve dvouhře. Nejdříve dobyl jihofrancouzskou Marseille a přemožitele nenašel ani v Dubaji. V prvním finále zdolal Jonase Björkmana, ve druhém pak Jiřího Nováka. Po příletu do Spojených států na události Masters Series, nenaplnil papírové předpoklady, když jej na kalifornském Indian Wells Masters ve druhém kole přehrál antukář Gustavo Kuerten a navazujícím Miami Masters v Key Biscayne mezi posledními osmi podlehl Španělovi Costovi.
Na antuce vyhrál turnaj v Mnichově, když v rozhodujícím duelu nezaváhal proti Finovi Jarkko Nieminenovi poměrem 6–1 a 6–4. Tento sedmý singlový kariérní titul byl současně druhým z antukového povrchu. V přípravě na Roland Garros pokračoval na Apeninském poloostrově Rome Msters a na německém turnaji Masters Series Hamburg. V Římě prošel do finále se ztrátou jediného setu a po semifinálové výhře nad Juanem Carlosem Ferrerem byl nad jeho síly další antukový specialista Félix Mantilla. Po rovnocenném rozdělení prvních dvou setů 5–7, 2–6, Španělovi podlehl až dvoubodovým rozdílem zkrácené hry třetí sady 6–78. V Hamburku jej ve třetí fázi turnaje přehrál Australan Mark Philippoussis poměrem 3–6, 6–2 a 3–6.
Mnichovský triumf a římské finále z něj učinily jednoho z favoritů nadcházejícího grandslamu French Open. Do Paříže přicestoval jako turnajová pětka a chtěl napravit vyřazení v prvním kole z předchozího ročníku. V úvodním klání se utkal s 88. hráčem světa Luisem Hornou z Peru. V úvodní fázi získal break a dostal se do vedení 5-3, které však nepřetavil v zisk setu. V tiebreaku podlehl poměrem míčů 6:8 a celý zápas pak ztratil 66–7, 2–6 a 6–73. Po utkání, v němž se dopustil 82 nevynucených chyb, prohlásil: „Nevím, jak dlouho mi bude trvat, abych se přes tuhle porážku přenesl. Den, týden, rok – nebo celou mou kariéru“.

### Sezóna na trávě
Dva týdny po „noční můře“ z Paříže zahájil část hranou na trávě. Kompenzací za předchozí nezdar se stal turnaj Gerry Weber Open v německém Halle, jenž vyhrál. Ve finále si poradil s německým hráčem Nicolasem Kieferem po hladkém průběhu 6–1 a 6–3. Poprvé v kariéře tak získal turnajový vavřín na trávě, což se u britských sázkových kanceláří odrazilo v nižším kurzu 5:1 na jeho wimbledonské vítězství. Více favorizováni byli pouze Andre Agassi a Andy Roddick.
Na wimbledonský pažit vstupoval jako čtvrtý nasazený a rychle prošel prvními třemi zápasy. V osmifinále čelil Felicianu Lópezovi. Duel dovedl do třísetové výhry i přes několik lékařských přestávek, které si vyžádal kvůli poranění bederní páteře. To si přivodil během předzápasového rozehrání. Před čtvrtfinále mu vyhovovalo deštivé počasí, které znamenalo dvoudenní odložení. Přestávku využil k doléčení bolavých zad. Když podmínky umožnily hru, porazil Švýcar nizozemskou turnajovou osmičku Sjenga Schalkena. Mezi posledními čtyřmi vyzval favorizovaného a na trávě nebezpečného Američana Andyho Roddicka, vítěze přípravné londýnské události Queen's Club Championships. Utkání zvládl bez ztráty setu a po výsledku 7–66, 6–3 a 6–3, se stal historicky prvním Švýcarem, jenž postoupil do finále Grand Slamu. V boji o titul oplatil hamburskou prohru z předchozí části sezóny Marku Philippoussisovi. Když Australanův poslední míček doplachtil do sítě, Federer poklekl, zdvihl ruce a obrátil zrak k nebi. Zvládnutými dvěma tiebreaky a výsledkem 7-65, 6–2 a 7–63 tak docílil své první grandslamové trofeje.
Wimbledonský titul předznamenal počátek cesty, na níž Švýcar získal více grandslamových titulů ve dvouhře, než jakýkoli další tenista historie. Média o něm začala psát jako o švýcarské hvězdě.

### Gstaad
Z londýnské metropole okamžitě odletěl do švýcarského Gstaadu, kde podle plánu odehrál Swiss Open. Unikátnost turnaje spočívala v antukovém povrchu, jediné takové Federerově události hrané na daném typu dvorce mezi evropskou travnatou částí a americkým dílem na betonech. Švýcarští pořadatelé ocenili wimbledonského vítěze darem krávy pojmenované Juliette, vážící 1 760 liber. Patnáctizápasovou neporazitelnost unaveného Švýcara, započatou v německém Halle, ukončil ve finále Čech Jiří Novák, když vyhrál v pěti setech.

### Letní sezóna na amerických betonech
Na amerických betonech nevyužil šanci stát se první švýcarskou světovou jedničkou. V semifinále Mastersu Rogers Cupu konaného daný rok v Montréalu, těsně podlehl Andymu Roddickovi po setech 4–6, 6–3, až ve zkrácené hře rozhodující sady 63–7. Jednalo se o poslední Roddickovo vzájemné vítězství na dalších pět let až do sezóny 2008. Na Cincinnati Masters byl vyřazen ve druhém kole Nalbandianem, a to opět po vyrovnaném průběhu, když nezvládl koncovky obou sad 64–7 a 65–7.
Z pozice turnajové dvojky vstupoval na US Open. Přes ztrátu úvodní sady prvního utkání, prošel do osmifinále bez dalšího zaváhání. V něm jej podruhé za sebou a potřetí v sezóně zastavil Argentinec David Nalbandian ve čtyřech setech 6–3, 6–7, 4–6 a 3–6. Vzájemný poměr zápasů z pohledu soupeře činil 4:0.

### Podzimní halová sezóna
Na evropském kontinentu odehrál čtyři halové turnaje v řadě. Na vídeňském CA-TennisTrophy si ve finále poradil s bývalou španělskou světovou jedničkou Carlosem Moyou po třísetovém průběhu 6–3, 6–3, 6–3. Na Mutua Madrileña Masters Madrid skončil v semifinále. V rodné Basileji byl ve druhém kole nad jeho síly Chorvat Ivan Ljubičić a na koberci Paris Masters čtvrtfinálovou stopku vystavil Brit Tim Henman.
Jako třetí nasazený pak poprvé v kariéře vyhrál závěrečnou událost, Turnaj mistrů, odehrávající se pod názvem Tennis Masters Cup v texaském Houstonu. V napínavém duelu základní skupiny zdolal Andreho Agassiho 62–7, 6–3 a 7–67. Debutové vítězství v kariéře si připsal na pátý pokus s Nalbandianem po jednoznačném průběhu 6–3, 6–0. V posledním zápase pak prodloužil šňůru výher, když nedal šanci světové dvojce Juanu Carlosi Ferrerovi 6–3 a 6–1. Do semifinále nastupoval proti prvnímu hráči světové klasifikace a úřadujícímu šampiónu z US Open Andymu Roddickovi, kterého udolal 7–6, 6–2 a ve finále porazil podruhé za sebou Agassiho, vítěze Turnaje mistrů 1990, bez ztráty sady 6–3, 6–0 a 6–4.
Federer sezónu zakončil na druhé pozici žebříčku ATP za Roddickem a před třetím Ferrerem.

## Přehled utkání

### Grand Slam
| turnaj          | fáze        | stav      | soupeř              | výsledek                |
| --------------- | ----------- | --------- | ------------------- | ----------------------- |
| Australian Open | 1. kolo     | výhra     | Flávio Saretta      | 7–6(7–4), 7–5, 6–3      |
| Australian Open | 2. kolo     | výhra     | Lars Burgsmüller    | 6–3, 6–0, 6–3           |
| Australian Open | 3. kolo     | výhra     | Andreas Vinciguerra | 6–3, 6–4, 6–2           |
| Australian Open | 4. kolo     | prohra    | David Nalbandian    | 4–6, 6–3, 1–6, 6–1, 3–6 |
| French Open     | 1. kolo     | prohra    | Luis Horna          | 6–7(6–8), 2–6, 6–7(3–7) |
| Wimbledon       | 1. kolo     | výhra     | Hyung-Taik Lee      | 6–3, 6–3, 7–6(7–2)      |
| Wimbledon       | 2. kolo     | výhra     | Stefan Koubek       | 7–5, 6–1, 6–1           |
| Wimbledon       | 3. kolo     | výhra     | Mardy Fish          | 6–3, 6–1, 4–6, 6–1      |
| Wimbledon       | 4. kolo     | výhra     | Feliciano López     | 7–6(7–5), 6–4, 6–4      |
| Wimbledon       | čtvrtfinále | výhra     | Sjeng Schalken      | 6–3, 6–4, 6–4           |
| Wimbledon       | semifinále  | výhra     | Andy Roddick        | 7–6(8–6), 6–3, 6–3      |
| Wimbledon       | finále      | výhra (1) | Mark Philippoussis  | 7–6(7–5), 6–2, 7–6(7–3) |
| US Open         | 1. kolo     | výhra     | José Acasuso        | 5–7, 6–3, 6–3, 2–0skreč |
| US Open         | 2. kolo     | výhra     | Jean-René Lisnard   | 6–1, 6–2, 6–0           |
| US Open         | 3. kolo     | výhra     | James Blake         | 6–3, 7–6(7–4), 6–3      |
| US Open         | 4. kolo     | prohra    | David Nalbandian    | 6–3, 6–7(1–7), 4–6, 3–6 |

### ATP Tour

#### Dvouhra: 95 (78–17)
| utkání | turnaj                   | stát        | zahájení   | kat. | místo | povrch  | fáze       | soupeř              | stav   | výsledek                     |
| 252. | Dauhá                    | Katar       | 12/30/2002 | 250  | venku | tvrdý   | 32 v kole  | Andrej Stoljarov    | výhra  | 6–2, 6–7(4–7), 6–4           |
| 253. | Dauhá                    | Katar       | 12/30/2002 | 250  | venku | tvrdý   | 16 v kole  | Michel Kratochvil   | výhra  | 6–4, 6–4                     |
| 254. | Dauhá                    | Katar       | 12/30/2002 | 250  | venku | tvrdý   | QF         | Jan–Michael Gambill | prohra | 4–6, 5–7                     |
| 255. | International Sydney     | Austrálie   | 1/6/2003   | 250  | venku | tvrdý   | 32 v kole  | Franco Squillari    | prohra | 2–6, 3–6                     |
| 256. | Australian Open          | Austrálie   | 1/13/2003  | GS   | venku | tvrdý   | 128 v kole | Flávio Saretta      | výhra  | 7–6(7–4), 7–5, 6–3           |
| 257. | Australian Open          | Austrálie   | 1/13/2003  | GS   | venku | tvrdý   | 64 v kole  | Lars Burgsmüller    | výhra  | 6–3, 6–0, 6–3                |
| 258. | Australian Open          | Austrálie   | 1/13/2003  | GS   | venku | tvrdý   | 32 v kole  | Andreas Vinciguerra | výhra  | 6–3, 6–4, 6–2                |
| 259. | Australian Open          | Austrálie   | 1/13/2003  | GS   | venku | tvrdý   | 16 v kole  | David Nalbandian    | prohra | 4–6, 6–3, 1–6, 6–1, 3–6      |
| 260. | NED v. SUI, DC Svět      | Nizozemsko  | 2/7/2003   | DC   | hala  | koberec | 1. kolo    | Raemon Sluiter      | výhra  | 6–2, 6–1, 6–3                |
| 261. | NED v. SUI, DC Svět      | Nizozemsko  | 2/7/2003   | DC   | hala  | koberec | 1. kolo    | Sjeng Schalken      | výhra  | 7–6(7–2), 6–4, 7–5           |
| 262. | Marseille                | Francie     | 2/10/2003  | 250  | hala  | tvrdý   | 32 v kole  | Ivan Ljubičić       | výhra  | 7–6(7–3)skreč                |
| 263. | Marseille                | Francie     | 2/10/2003  | 250  | hala  | tvrdý   | 16 v kole  | Jarkko Nieminen     | výhra  | 6–3, 6–3                     |
| 264. | Marseille                | Francie     | 2/10/2003  | 250  | hala  | tvrdý   | QF         | Raemon Sluiter      | výhra  | 6–4, 4–6, 6–4                |
| 265. | Marseille                | Francie     | 2/10/2003  | 250  | hala  | tvrdý   | SF         | Karol Kučera        | výhra  | 7–6(7–5), 6–3                |
| 266. | Marseille                | Francie     | 2/10/2003  | 250  | hala  | tvrdý   | Finále     | Jonas Björkman      | vítěz  | 6–2, 7–6(8–6)                |
| 267. | Rotterdam                | Nizozemsko  | 2/17/2003  | 500  | hala  | tvrdý   | 32 v kole  | Thomas Enqvist      | výhra  | 3–6, 6–3, 6–4                |
| 268. | Rotterdam                | Nizozemsko  | 2/17/2003  | 500  | hala  | tvrdý   | 16 v kole  | Fabrice Santoro     | výhra  | 6–0, 6–4                     |
| 269. | Rotterdam                | Nizozemsko  | 2/17/2003  | 500  | hala  | tvrdý   | QF         | Sjeng Schalken      | výhra  | 6–2, 6–4                     |
| 270. | Rotterdam                | Nizozemsko  | 2/17/2003  | 500  | hala  | tvrdý   | SF         | Max Mirnyj          | prohra | 7–5, 3–6, 4–6                |
| 271. | Dubaj                    | SAE         | 2/24/2003  | 500  | venku | tvrdý   | 32 v kole  | Irakli Labadze      | výhra  | 6–3, 6–3                     |
| 272. | Dubaj                    | SAE         | 2/24/2003  | 500  | venku | tvrdý   | 16 v kole  | Maximilian Abel     | výhra  | 6–4, 7–5                     |
| 273. | Dubaj                    | SAE         | 2/24/2003  | 500  | venku | tvrdý   | QF         | Hišám Arazi         | výhra  | 7–5, 6–3                     |
| 274. | Dubaj                    | SAE         | 2/24/2003  | 500  | venku | tvrdý   | SF         | Ivan Ljubičić       | výhra  | 6–3, 6–2                     |
| 275. | Dubaj                    | SAE         | 2/24/2003  | 500  | venku | tvrdý   | Finále     | Jiří Novák          | vítěz  | 6–1, 7–6(7–2)                |
| 276. | ATP Masters Indian Wells | USA         | 3/10/2003  | 1000 | venku | tvrdý   | 64 v kole  | Félix Mantilla      | výhra  | 6–7(4–7), 6–4, 4–1skreč      |
| 277. | ATP Masters Indian Wells | USA         | 3/10/2003  | 1000 | venku | tvrdý   | 32 v kole  | Gustavo Kuerten     | prohra | 5–7, 6–7(3–7)                |
| — | ATP Masters Miami        | USA         | 3/17/2003  | 1000 | venku | tvrdý   | 128 v kole | volný los           |        |                              |
| 278. | ATP Masters Miami        | USA         | 3/17/2003  | 1000 | venku | tvrdý   | 64 v kole  | Luis Horna          | výhra  | 6–2, 7–5                     |
| 279. | ATP Masters Miami        | USA         | 3/17/2003  | 1000 | venku | tvrdý   | 32 v kole  | Juan Ignacio Chela  | výhra  | 6–1, 3–6, 6–1                |
| 280. | ATP Masters Miami        | USA         | 3/17/2003  | 1000 | venku | tvrdý   | 16 v kole  | Sjeng Schalken      | výhra  | 6–3, 6–2                     |
| 281. | ATP Masters Miami        | USA         | 3/17/2003  | 1000 | venku | tvrdý   | QF         | Albert Costa        | prohra | 6–7(4–7), 6–4, 6–7(7–9)      |
| 282. | FRA v. SUI, DC Svět. sk. | Francie     | 4/4/2003   | DC   | hala  | tvrdý   | QF         | Nicolas Escudé      | výhra  | 6–4, 7–5, 6–2                |
| 283. | FRA v. SUI, DC Svět. sk. | Francie     | 4/4/2003   | DC   | hala  | tvrdý   | QF         | Fabrice Santoro     | výhra  | 6–1, 6–0, 6–2                |
| 284. | Mnichov                  | Německo     | 4/28/2003  | 250  | venku | antuka  | 32 v kole  | Zeljko Krajan       | výhra  | 6–4, 6–3                     |
| 285. | Mnichov                  | Německo     | 4/28/2003  | 250  | venku | antuka  | 16 v kole  | Raemon Sluiter      | výhra  | 6–4, 6–3                     |
| 286. | Mnichov                  | Německo     | 4/28/2003  | 250  | venku | antuka  | QF         | Michail Južnyj      | výhra  | 6–2, 6–3                     |
| 287. | Mnichov                  | Německo     | 4/28/2003  | 250  | venku | antuka  | SF         | Stefan Koubek       | výhra  | 6–2, 6–1                     |
| 288. | Mnichov                  | Německo     | 4/28/2003  | 250  | venku | antuka  | F          | Jarkko Nieminen     | vítěz  | 6–1, 6–4                     |
| 289. | ATP Masters Rome         | Itálie      | 5/5/2003   | 1000 | venku | antuka  | 64 v kole  | Paul–Henri Mathieu  | výhra  | 6–3, 7–5                     |
| 290. | ATP Masters Rome         | Itálie      | 5/5/2003   | 1000 | venku | antuka  | 32 v kole  | Mariano Zabaleta    | výhra  | 7–6(7–4), 6–2                |
| 291. | ATP Masters Rome         | Itálie      | 5/5/2003   | 1000 | venku | antuka  | 16 v kole  | Tommy Robredo       | výhra  | 6–1, 6–1                     |
| 292. | ATP Masters Rome         | Itálie      | 5/5/2003   | 1000 | venku | antuka  | QF         | Filippo Volandri    | výhra  | 6–3, 5–7, 6–2                |
| 293. | ATP Masters Rome         | Itálie      | 5/5/2003   | 1000 | venku | antuka  | SF         | Juan Carlos Ferrero | výhra  | 6–4, 4–2skreč                |
| 294. | ATP Masters Rome         | Itálie      | 5/5/2003   | 1000 | venku | antuka  | Finále     | Félix Mantilla      | prohra | 5–7, 2–6, 6–7(8–10)          |
| 295. | ATP Masters Hamburg      | Německo     | 5/5/2003   | 1000 | venku | antuka  | 64 v kole  | Max Mirnyj          | výhra  | 6–3, 6–3                     |
| 296. | ATP Masters Hamburg      | Německo     | 5/5/2003   | 1000 | venku | antuka  | 32 v kole  | Sargis Sargsian     | výhra  | 6–1, 6–1                     |
| 297. | ATP Masters Hamburg      | Německo     | 5/5/2003   | 1000 | venku | antuka  | 16 v kole  | Mark Philippoussis  | prohra | 3–6, 6–2, 3–6                |
| 298. | Roland Garros            | Francie     | 5/26/2003  | GS   | venku | antuka  | 128 v kole | Luis Horna          | prohra | 6–7(6–8), 2–6, 6–7(3–7)      |
| 299. | Halle                    | Německo     | 6/9/2003   | 250  | venku | antuka  | 32 v kole  | Sargis Sargsian     | výhra  | 7–5, 6–1                     |
| 300. | Halle                    | Německo     | 6/9/2003   | 250  | venku | antuka  | 16 v kole  | Fernando Vicente    | výhra  | 4–6, 6–2, 6–1                |
| 301. | Halle                    | Německo     | 6/9/2003   | 250  | venku | antuka  | QF         | Júnis al-Ajnáví     | výhra  | 7–5, 7–6(7–3)                |
| 302. | Halle                    | Německo     | 6/9/2003   | 250  | venku | antuka  | SF         | Michail Južnyj      | výhra  | 4–6, 7–6(7–4), 6–2           |
| 303. | Halle                    | Německo     | 6/9/2003   | 250  | venku | antuka  | Finále     | Nicolas Kiefer      | vítěz  | 6–1, 6–3                     |
| 304. | Wimbledon                | V. Británie | 6/23/2003  | GS   | venku | tráva   | 128 v kole | Hyung–Taik Lee      | výhra  | 6–3, 6–3, 7–6(7–2)           |
| 305. | Wimbledon                | V. Británie | 6/23/2003  | GS   | venku | tráva   | 64 v kole  | Stefan Koubek       | výhra  | 7–5, 6–1, 6–1                |
| 306. | Wimbledon                | V. Británie | 6/23/2003  | GS   | venku | tráva   | 32 v kole  | Mardy Fish          | výhra  | 6–3, 6–1, 4–6, 6–1           |
| 307. | Wimbledon                | V. Británie | 6/23/2003  | GS   | venku | tráva   | 16 v kole  | Feliciano López     | výhra  | 7–6(7–5), 6–4, 6–4           |
| 308. | Wimbledon                | V. Británie | 6/23/2003  | GS   | venku | tráva   | QF         | Sjeng Schalken      | výhra  | 6–3, 6–4, 6–4                |
| 309. | Wimbledon                | V. Británie | 6/23/2003  | GS   | venku | tráva   | SF         | Andy Roddick        | výhra  | 7–6(8–6), 6–3, 6–3           |
| 310. | Wimbledon                | V. Británie | 6/23/2003  | GS   | venku | tráva   | Finále     | Mark Philippoussis  | vítěz  | 7–6(7–5), 6–2, 7–6(7–3)      |
| 311. | Gstaad                   | Švýcarsko   | 7/7/2003   | 250  | venku | antuka  | 32 v kole  | Marc López          | výhra  | 6–3, 6–7(4–7), 6–3           |
| 312. | Gstaad                   | Švýcarsko   | 7/7/2003   | 250  | venku | antuka  | 16 v kole  | Jean–René Lisnard   | výhra  | 6–1, 6–2                     |
| — | Gstaad                   | Švýcarsko   | 7/7/2003   | 250  | venku | antuka  | QF         | David Sánchez       | výhra  | bez boje                     |
| 313. | Gstaad                   | Švýcarsko   | 7/7/2003   | 250  | venku | antuka  | SF         | Gastón Gaudio       | výhra  | 6–1, 7–6(8–6)                |
| 314. | Gstaad                   | Švýcarsko   | 7/7/2003   | 250  | venku | antuka  | Finále     | Jiří Novák          | prohra | 7–5, 3–6, 3–6, 6–1, 3–6      |
| 315. | ATP Masters Canada       | Kanada      | 8/4/2003   | 1000 | venku | tvrdý   | 64 v kole  | Gastón Gaudio       | výhra  | 6–4, 3–6, 7–5                |
| 316. | ATP Masters Canada       | Kanada      | 8/4/2003   | 1000 | venku | tvrdý   | 32 v kole  | Greg Rusedski       | výhra  | 6–4, 6–3                     |
| 317. | ATP Masters Canada       | Kanada      | 8/4/2003   | 1000 | venku | tvrdý   | 16 v kole  | Tommy Robredo       | výhra  | 6–4, 6–3                     |
| 318. | ATP Masters Canada       | Kanada      | 8/4/2003   | 1000 | venku | tvrdý   | QF         | Max Mirnyj          | výhra  | 6–2, 7–6(7–3)                |
| 319. | ATP Masters Canada       | Kanada      | 8/4/2003   | 1000 | venku | tvrdý   | SF         | Andy Roddick        | prohra | 4–6, 6–3, 6–7(3–7)           |
| 320. | ATP Masters Cincinnati   | USA         | 8/11/2003  | 1000 | venku | tvrdý   | 64 v kole  | Scott Draper        | výhra  | 4–6, 6–3, 7–6(12–10)         |
| 321. | ATP Masters Cincinnati   | USA         | 8/11/2003  | 1000 | venku | tvrdý   | 32 v kole  | David Nalbandian    | prohra | 6–7(4–7), 6–7(5–7)           |
| 322. | US Open                  | USA         | 8/25/2003  | GS   | venku | tvrdý   | 128 v kole | José Acasuso        | výhra  | 5–7, 6–3, 6–3, 2–0skreč      |
| 323. | US Open                  | USA         | 8/25/2003  | GS   | venku | tvrdý   | 64 v kole  | Jean–René Lisnard   | výhra  | 6–1, 6–2, 6–0                |
| 324. | US Open                  | USA         | 8/25/2003  | GS   | venku | tvrdý   | 32 v kole  | James Blake         | výhra  | 6–3, 7–6(7–4), 6–3           |
| . | US Open                  | USA         | 8/25/2003  | GS   | venku | tvrdý   | 16 v kole  | David Nalbandian    | prohra | 6–3, 6–7(1–7), 4–6, 3–6      |
| 326. | AUS v. SUI, DC Svět      | Austrálie   | 9/19/2003  | DC   | venku | tvrdý   | SF         | Mark Philippoussis  | výhra  | 6–3, 6–4, 7–6(7–3)           |
| 327. | AUS v. SUI, DC Svět      | Austrálie   | 9/19/2003  | DC   | venku | tvrdý   | SF         | Lleyton Hewitt      | prohra | 7–5, 6–2, 6–7(4–7), 5–7, 1–6 |
| 328. | Vídeň                    | Rakousko    | 10/6/2003  | 500  | hala  | tvrdý   | 32 v kole  | David Ferrer        | výhra  | 6–2, 6–2                     |
| 329. | Vídeň                    | Rakousko    | 10/6/2003  | 500  | hala  | tvrdý   | 16 v kole  | Karol Beck          | výhra  | 6–3, 4–6, 6–4                |
| 330. | Vídeň                    | Rakousko    | 10/6/2003  | 500  | hala  | tvrdý   | QF         | Jarkko Nieminen     | výhra  | 6–3, 6–3                     |
| 331. | Vídeň                    | Rakousko    | 10/6/2003  | 500  | hala  | tvrdý   | SF         | Max Mirnyj          | výhra  | 6–2, 7–6(7–2)                |
| 332. | Vídeň                    | Rakousko    | 10/6/2003  | 500  | hala  | tvrdý   | Finále     | Carlos Moyà         | vítěz  | 6–3, 6–3, 6–3                |
| — | ATP Masters Madrid       | Španělsko   | 10/13/2003 | 1000 | hala  | tvrdý   | 64 v kole  | volný los           |        |                              |
| 333. | ATP Masters Madrid       | Španělsko   | 10/13/2003 | 1000 | hala  | tvrdý   | 32 v kole  | Àlex Corretja       | výhra  | 6–4, 6–3                     |
| 334. | ATP Masters Madrid       | Španělsko   | 10/13/2003 | 1000 | hala  | tvrdý   | 16 v kole  | Mardy Fish          | výhra  | 6–3, 7–6(7–4)                |
| 335. | ATP Masters Madrid       | Španělsko   | 10/13/2003 | 1000 | hala  | tvrdý   | QF         | Feliciano López     | výhra  | 4–6, 7–6(7–3), 6–4           |
| 336. | ATP Masters Madrid       | Španělsko   | 10/13/2003 | 1000 | hala  | tvrdý   | SF         | Juan Carlos Ferrero | prohra | 4–6, 6–4, 4–6                |
| 337. | Basilej                  | Švýcarsko   | 10/20/2003 | 250  | hala  | koberec | 32 v kole  | Marc Rosset         | výhra  | 6–1, 6–3                     |
| 338. | Basilej                  | Švýcarsko   | 10/20/2003 | 250  | hala  | koberec | 16 v kole  | Ivan Ljubičić       | prohra | 6–7(5–7), 7–6(7–5), 4–6      |
| — | ATP Masters Paris        | Francie     | 10/27/2003 | 1000 | hala  | koberec | 64 v kole  | volný los           |        |                              |
| 339. | ATP Masters Paris        | Francie     | 10/27/2003 | 1000 | hala  | koberec | 32 v kole  | Thierry Ascione     | výhra  | 7–6(7–5), 6–1                |
| 340. | ATP Masters Paris        | Francie     | 10/27/2003 | 1000 | hala  | koberec | 16 v kole  | Martin Verkerk      | výhra  | 6–7(3–7), 7–6(12), 7–6(8–6)  |
| 341. | ATP Masters Paris        | Francie     | 10/27/2003 | 1000 | hala  | koberec | QF         | Tim Henman          | prohra | 6–7(5–7), 1–6                |
| 342. | Tennis Masters Cup       | USA         | 11/10/200  | WC   | venku | tvrdý   | zs         | Andre Agassi        | výhra  | 6–7(3–7), 6–3, 7–6(9–7)      |
| 343. | Tennis Masters Cup       | USA         | 11/10/2003 | WC   | venku | tvrdý   | zs         | David Nalbandian    | výhra  | 6–3, 6–0                     |
| 344. | Tennis Masters Cup       | USA         | 11/10/2003 | WC   | venku | tvrdý   | zs         | Juan Carlos Ferrero | výhra  | 6–3, 6–1                     |
| 345. | Tennis Masters Cup       | USA         | 11/10/2003 | WC   | venku | tvrdý   | SF         | Andy Roddick        | výhra  | 7–6(7–2), 6–2                |
| 346. | Tennis Masters Cup       | USA         | 11/10/2003 | WC   | venku | tvrdý   | Finále     | Andre Agassi        | vítěz  | 6–3, 6–0, 6–4                |
| QF – čtvrtfinále, SF – semifinále, zs – základní skupina kategorie: 250 – International Series / 500 – International Series Gold / 1000 – Masters Series / GS – Grand Slam / WC – Turnaj mistrů / DC – Davis Cup |                          |             |            |      |       |         |            |                     |        |                              |

## Přehled finále
| Legenda                                      |
| Grand Slam (1–0 D)                           |
| Tennis Masters Cup (1–0 D)                   |
| ATP Masters Series (0–1 D; 1–0 Č)            |
| ATP International Series Gold (2–0 D; 1–1 Č) |
| ATP International Series (3–1 D)             |

| Finále dle povrchu   |
| -------------------- |
| tvrdý (4–0 D; 2–1 Č) |
| antuka (1–2 D)       |
| tráva (2–0 D)        |

| Finále dle místa     |
| -------------------- |
| venku (5–2 D; 1–0 Č) |
| hala (2–0 D; 1–1 Č)  |

### Dvouhra: 9 (7–2)
| Stav      | Č.  | Datum              | Turnaj                      | Povrch    | Soupeř ve finále   | Výsledek                |
| --------- | --- | ------------------ | --------------------------- | --------- | ------------------ | ----------------------- |
| Vítěz     | 5.  | 16. února 2003     | Marseille, Francie          | tvrdý (h) | Jonas Björkman     | 6–2, 7–6(8–6)           |
| Vítěz     | 6.  | 2. března 2003     | Dubaj, SAE                  | tvrdý     | Jiří Novák         | 6–1, 7–6(7–2)           |
| Vítěz     | 7.  | 4. května 2003     | Mnichov, Německo            | antuka    | Jarkko Nieminen    | 6–1, 6–4                |
| Finalista | 7.  | 11. května 2003    | Řím, Itálie                 | antuka    | Félix Mantilla     | 5–7, 2–6, 6–7(8–10)     |
| Vítěz     | 8.  | 15. června 2003    | Halle, Německo              | tráva     | Nicolas Kiefer     | 6–1, 6–3                |
| Vítěz     | 9.  | 6. července 2003   | Londýn – Wimbledon, VB      | tráva     | Mark Philippoussis | 7–6(7–5), 6–2, 7–6(7–3) |
| Finalista | 8.  | 13. července 2003  | Gstaad, Švýcarsko           | antuka    | Jiří Novák         | 7–5, 3–6, 3–6, 6–1, 3–6 |
| Vítěz     | 10. | 12. října 2003     | Vídeň, Rakousko (2)         | tvrdý (h) | Carlos Moyà        | 6–3, 6–3, 6–3           |
| Vítěz     | 11. | 16. listopadu 2003 | Turnaj mistrů, Houston, USA | tvrdý     | Andre Agassi       | 6–3, 6–0, 6–4           |

### Čtyřhra: 3 (2–1)
| Stav      | Č. | Datum           | Turnaj                | Povrch    | Spoluhráč    | Soupeři ve finále          | Výsledek    |
| --------- | -- | --------------- | --------------------- | --------- | ------------ | -------------------------- | ----------- |
| Vítěz     | 5. | 30. března 2003 | Miami, USA            | tvrdý     | Max Mirnyj   | Leander Paes David Rikl    | 7–5, 6–3    |
| Vítěz     | 6. | 12. října 2003  | Vídeň, Rakousko       | tvrdý (h) | Yves Allegro | Mahesh Bhupathi Max Mirnyj | 7–6(7), 7–5 |
| Finalista | 3. | 23. února 2003  | Rotterdam, Nizozemsko | tvrdý (h) | Max Mirnyj   | Wayne Arthurs Paul Hanley  | 7–6(4), 6–2 |

## Finanční odměny
| Soutěž                    | turnaj                      | finanční odměna   | celkem     |
| ------------------------- | --------------------------- | ----------------- | ---------- |
| Dvouhra                   | Qatar Open                  | $29 000           | $29 000    |
| Dvouhra                   | Adidas International        | $3 420            | $32 420    |
| Dvouhra                   | Australian Open             | $41 068           | $73 488    |
| Dvouhra                   | Open 13                     | $69 200           | $151 253   |
| Dvouhra                   | Rotterdam Open              | $42 700           | $193 953   |
| Dvouhra                   | Dubai Tennis Championships  | $187 500          | $393 953   |
| Dvouhra                   | Pacific Life Open           | $15 000           | $408 953   |
| Dvouhra                   | NASDAQ-100 Open             | $66 500           | $482 553   |
| Dvouhra                   | BMW Open                    | $52 000           | $599 553   |
| Dvouhra                   | Internazionali BNL d'Italia | $200 000          | $799 553   |
| Dvouhra                   | Hamburg Masters             | $27 000           | $833 653   |
| Dvouhra                   | French Open                 | $14 790           | $848 443   |
| Dvouhra                   | Gerry Weber Open            | $113 000          | $961 443   |
| Dvouhra                   | Wimbledon                   | $956 802          | $1 922 580 |
| Dvouhra                   | Allianz Suisse Open Gstaad  | $45 000           | $1 967 580 |
| Dvouhra                   | Rogers AT&T Cup             | $100 000          | $2 067 580 |
| Dvouhra                   | Cincinnati Masters          | $15 000           | $2 082 580 |
| Dvouhra                   | US Open                     | $65 000           | $2 147 580 |
| Dvouhra                   | CA-TennisTrophy             | $128 000          | $2 275 580 |
| Dvouhra                   | Mutua Masters Madrid        | $112 500          | $2 407 080 |
| Dvouhra                   | Davidoff Swiss Indoors      | $17 000           | $2 424 080 |
| Dvouhra                   | BNP Paribas Masters         | $56 600           | $2 480 680 |
| Dvouhra                   | Tennis Masters Cup          | $1 520 000        | $4 000 680 |
| Čtyřhra                   | Australian Open             | $8 565            | $82 053    |
| Čtyřhra                   | Rotterdam Open              | $12 500           | $206 453   |
| Čtyřhra                   | Pacific Life Open           | $7 100            | $416 053   |
| Čtyřhra                   | NASDAQ-100 Open             | $65 000           | $547 553   |
| Čtyřhra                   | Internazionali BNL d'Italia | $7 100            | $806 653   |
| Čtyřhra                   | Gerry Weber Open            | $4 335            | $965 778   |
| Čtyřhra                   | CA-TennisTrophy             | $19 000           | $2 294 580 |
| Přehled                   | výdělek v sezóně            | výdělek v sezóně  | $4 000 680 |
| Přehled                   | výdělek v kariéře           | výdělek v kariéře | $7 738 008 |
| kurziva – turnajový titul |                             |                   |            |